# فستالية سوداء
فستالية سوداء (الاسم العلمي:Vestalis melania)  هي نوع من الحشرات يتبع جنس الفستالية من الفصيلة الرعاشية                             .	